# Làkhmides

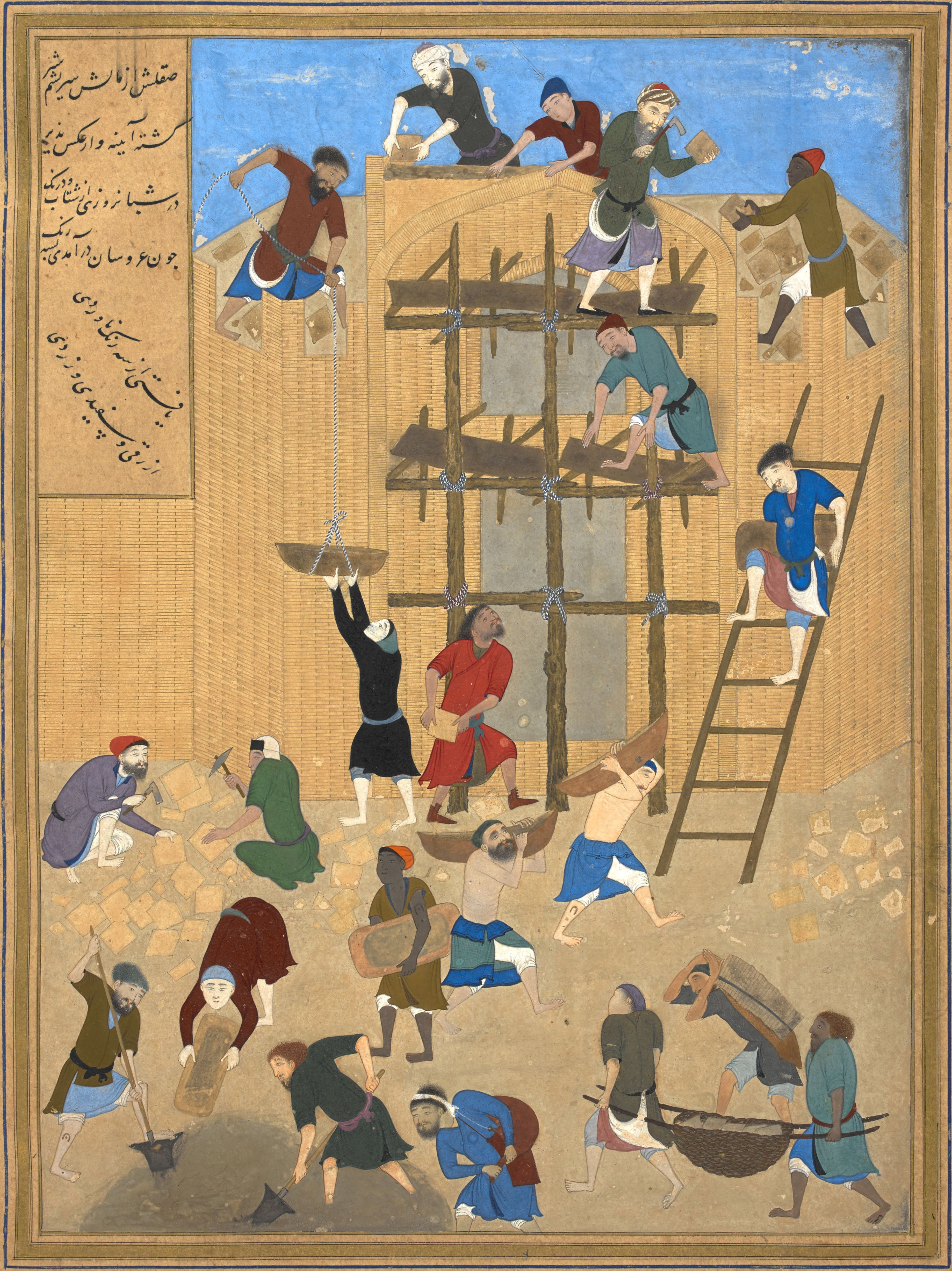
Il·lustració en un manuscrit del s. XV que descriu la construcció d'un dels castells d'Al-Hira, la capital dels làkhmides.

Els làkhmides (àrab: اللخميون, al-Laẖmiyyūn) van ser un grup d'àrabs cristians que van viure al sud d'Iraq, i el 266 dC construïren la ciutat d'al-Hira. La ciutat, que es convertí en la seva capital, era reconeguda pels seus nombrosos castells, banys públics i jardins de palmeres, i era descrita per poetes contemporanis com un paradís terrenal. Les ruïnes d'al-Hira es troben al sud de Kufa, a la riba occidental de l'Eufrates.

## Història
Els làkhmides eren governats per la tribu dels Banu Lakhm (àrab: بنو لخم, Banū Laẖm), de la qual deriva el nom (vegeu Lakhm). El fundador de la dinastia va ser Amr ibn Adi; el seu fill Imru-l-Qays es va convertir al cristianisme i, gradualment, tota la ciutat es va convertir a la mateixa fe. Imru-l-Qays pretenia establir un regne àrab unit i independent, i amb aquest objectiu va prendre diverses ciutats d'Aràbia derrotant el rei Himyar Xemrir al-Àïxa. Aleshores, va organitzar un gran exèrcit i va transformar el regne en una potència naval, amb una flota de naus que operaven a la costa de Bahrain. Des d'aquesta posició, va atacar les ciutats costaneres de l'Imperi Persa, que en aquell moment es trobava immers en una guerra civil, i arribà a saquejar la regió natal dels reis sassànides, la província de Fars.
El 325, els perses, liderats per Sapor II, van iniciar una campanya contra els regnes àrabs. Imru-l-Qays va demanar ajuda a l'Imperi Romà, però l'emperador Flavi Claudi Constantí no va proporcionar-li l'ajuda que necessitava i l'exèrcit persa obtingué diverses victòries que culminaren en la captura d'Al-Hira.
Sapor II va ordenar l'extermini de tota la població de la ciutat com a represàlia pel saqueig de Fars. Va nomenar Aws ibn Qal·lam governador de la ciutat i va convertir el regne en una marca de l'Imperi persa a la frontera amb la resta de pobles àrabs de la península. Imru-l-Qays va fugir a Bahrain, i d'allí a Síria, on morí mentre encara perseguia la consecució de la creació de l'estat àrab.
Dos anys després de la seva mort, el 330, va tenir lloc una revolta en la qual el seu fill Amr ibn Imri-l-Qays va recuperar el poder, després de la mort d'Aws ibn Qal·lam. Tanmateix, el regne es va mantenir com a vassall de l'Imperi persa.
A partir d'aleshores, els làkhmides van consolidar-se com els principals rivals dels gassànides, una tribu vassall de l'Imperi Romà d'Orient (els grans enemics dels sassànides). El Regne làkhmida es convertí en el centre més important del corrent nestorià del cristianisme, que era afavorit pels sassànides en oposar-se a l'ortodòxia romana d'Orient. L'any 575, els romans d'Orient van aconseguir resoldre les seves diferències amb els gassànides, que van saquejar Hira, la capital dels Làkhmides.
Van mantenir-se com un centre de poder influent durant el segle vi fins que, el 602, el darrer rei làkhmida, an-Numan ibn al-Múndhir, va ser acusat de traïció pel rei sassànida Còsroes II. An-Numan va ser executat (esclafat sota el pas d'elefants) i el regne va ser annexionat per l'Imperi persa.
Actualment, es pensa que l'annexió del Regne làkhmida a l'Imperi persa va ser un factor determinant en la caiguda d'aquest davant els àrabs musulmans durant el segle vii, ja que els làkhmides van actuar com a espies per als invasors àrabs.

## Reis làkhmides
1. Amr (I) ibn Adí (268-288)
2. Imru-l-Qays ibn Amr (288-328)
3. Aws ibn Qal·lam (325-330) (no làkhmida, d'origen incert)
4. Amr (II) ibn Imri-l-Qays (370-382)
5. Imru-l-Qays ibn Amr al-Muhàrriq (382-403)
6. Numan (I) ibn Imri-l-Qays «al-Àwar as-Sàïh» (403-431)
7. Al-Múndhir (I) ibn Numan ibn Imri-l-Qays (431-473)
8. Al-Àswad ibn al-Múndhir ibn Numan (473-493)
9. Al-Múndhir (II) ibn al-Múndhir (493-500)
10. An-Numan (II) ibn al-Àswad (500-504)
11. Alqama Abu-Yàfur (504-507) (no làkhmida)
12. Imru-l-Qays ibn an-Numan (507-514)
13. Al-Múndhir (III) ibn Imri-l-Qays (514-523)
14. Al-Hàrith ibn Amr al-Kindí (523-527) (no làkhmida, de Kinda)
15. Al-Múndhir (III) ibn Imri-l-Qays (527-554) (2a vegada)
16. Amr (III) ibn Hind «Múdrit-al-Hijara» (554-569)
17. Qabus ibn al-Mundhir (569-577)
18. Feshart Ouzayd (577-578) (no làkhmida, persa)
19. Al-Múndhir (IV) ibn Qabus ibn Ma-as-Samà (578-582)
20. An-Numan (III) ibn al-Múndhir (582-602)